# 博格達納鄉 (特列奧爾曼縣)
43°56′N 25°05′E / 43.933°N 25.083°E
波格丹納（羅馬尼亞語：Bogdana），是羅馬尼亞的鄉份，位於該國南部，由特列奧爾曼縣負責管轄，面積69平方公里，海拔高度56米，2007年人口2,692，人口密度每平方公里39人。